# ناحیه گاردن، میشیگان
ناحیه گاردن (به انگلیسی: Garden Township) یک منطقهٔ مسکونی در ایالات متحده آمریکا است که در شهرستان دلتا، میشیگان واقع شده‌است.
 ناحیه گاردن ۴۷۷٫۶ کیلومتر مربع مساحت و ۷۵۰ نفر جمعیت دارد و ۱۸۶ متر بالاتر از سطح دریا واقع شده‌است.